# 中国国家跳水队
中國國家跳水隊代表中華人民共和國參加跳水國際間團隊比賽，由中國游泳協會管理。中國國家跳水隊是20世紀80年代以來，體育界跳水領域的一支傳統勁旅，由於在歷史上湧現的世界級跳水巨星多不勝數，而且幾乎在每屆奧運會跳水項目、跳水世界盃、世界游泳錦標賽跳水項目的比賽中都具有壟斷性的地位，故而有着「跳水夢之隊」的美譽。
自1984年洛杉磯奧運會上，周繼紅為中華人民共和國贏得第一個跳水奧運冠軍以來，中國隊在每屆奧運會的跳水比賽中，都可以包攬一半以上的冠軍。目前金牌总数位居世界第一。

## 教練名單
- 领队：周继红
- 教练：赵文进、李旭坤、胡玮、刘峰、聂玉弟、任少芬、刘犇、周义霖、徐浩、陈若琳、余曉玲
- 医師：袁阳
- 翻译：刘江平

## 運動員

### 男子
- 曹　緣
- 楊　健
- 陳艾森 （現任男隊隊長）
- 王宗源
- 孙知亦
- 台曉虎
- 謝思埸
- 練俊傑
- 彭健烽
- 楊　昊
- 何　超

#### 已退役
| - 譚良德 - 童 輝 - 李宏平 - 李孔政 - 熊 倪 - 孫淑偉 - 余卓成 - 肖海亮 - 田 亮 - 胡 佳 - 楊景輝 - 彭 勃 | - 王 峰 - 羅玉通 - 火 亮 - 何 沖 - 周呂鑫 - 秦 凱 - 林 躍 - 張雁全 - 邱 波 |

### 女子
- 全红婵
- 陳芋汐
- 張家齊
- 任茜
- 陈艺文
- 司雅傑
- 掌敏潔
- 昌雅妮

#### 已退役
| - 鍾少珍 - 史美琴 - 陳肖霞 - 李藝花 - 周繼紅 - 許艷梅 - 高 敏 - 李 青 - 伏明霞 - 郭晶晶 - 李 娜 - 桑 雪 | - 吳敏霞 - 勞麗詩 - 李 婷 - 王 鑫 - 陳若琳 - 何 姿 - 胡亞丹 - 汪 皓 - 劉蕙瑕 - 施廷懋 - 王 涵 |

## 奧運獎牌一覽
| 年份   | 運動員         | 比賽項目         | 獎牌 |
| ------ | -------------- | ---------------- | ---- |
| 1984年 | 周繼紅         | 女子10米跳台     | 金牌 |
| 1984年 | 谭良德         | 男子3米跳板      | 銀牌 |
| 1984年 | 李孔政         | 男子10米跳台     | 銅牌 |
| 1988年 | 許艷梅         | 女子10米跳台     | 金牌 |
| 1988年 | 高敏           | 女子3米跳板      | 金牌 |
| 1988年 | 李青           | 女子3米跳板      | 銀牌 |
| 1988年 | 熊倪           | 男子10米跳台     | 銀牌 |
| 1988年 | 谭良德         | 男子3米跳板      | 銀牌 |
| 1988年 | 李德亮         | 男子3米跳板      | 銅牌 |
| 1992年 | 伏明霞         | 女子10米跳台     | 金牌 |
| 1992年 | 高敏           | 女子3米跳板      | 金牌 |
| 1992年 | 孙淑伟         | 男子10米跳台     | 金牌 |
| 1992年 | 谭良德         | 男子3米跳板      | 銀牌 |
| 1992年 | 熊倪           | 男子10米跳台     | 銅牌 |
| 1996年 | 伏明霞         | 女子10米跳台     | 金牌 |
| 1996年 | 熊倪           | 男子3米跳板      | 金牌 |
| 1996年 | 伏明霞         | 女子3米跳板      | 金牌 |
| 1996年 | 余卓成         | 男子3米跳板      | 銀牌 |
| 1996年 | 肖海亮         | 男子10米跳台     | 銅牌 |
| 2000年 | 熊倪           | 男子3米跳板      | 金牌 |
| 2000年 | 伏明霞         | 女子3米跳板      | 金牌 |
| 2000年 | 李娜，桑雪     | 女子雙人10米跳台 | 金牌 |
| 2000年 | 熊倪，肖海亮   | 男子雙人3米跳板  | 金牌 |
| 2000年 | 田亮           | 男子10米跳台     | 金牌 |
| 2000年 | 伏明霞，郭晶晶 | 女子雙人3米跳板  | 銀牌 |
| 2000年 | 田亮，胡佳     | 男子雙人10米跳台 | 銀牌 |
| 2000年 | 胡佳           | 男子10米跳台     | 銀牌 |
| 2000年 | 郭晶晶         | 女子3米跳板      | 銀牌 |
| 2000年 | 李娜           | 女子10米跳台     | 銀牌 |
| 2004年 | 胡佳           | 男子10米跳台     | 金牌 |
| 2004年 | 彭勃           | 男子3米跳板      | 金牌 |
| 2004年 | 田亮，楊景輝   | 男子雙人10米跳台 | 金牌 |
| 2004年 | 郭晶晶         | 女子3米跳板      | 金牌 |
| 2004年 | 郭晶晶，吳敏霞 | 女子雙人3米跳板  | 金牌 |
| 2004年 | 勞麗詩，李婷   | 女子雙人10米跳台 | 金牌 |
| 2004年 | 吳敏霞         | 女子3米跳板      | 銀牌 |
| 2004年 | 勞麗詩         | 女子10米跳台     | 銀牌 |
| 2004年 | 田亮           | 男子10米跳台     | 銅牌 |
| 2008年 | 郭晶晶，吳敏霞 | 女子雙人3米跳板  | 金牌 |
| 2008年 | 林躍，火亮     | 男子雙人10米跳台 | 金牌 |
| 2008年 | 王鑫，陳若琳   | 女子雙人10米跳台 | 金牌 |
| 2008年 | 王峰，秦凱     | 男子雙人3米跳板  | 金牌 |
| 2008年 | 郭晶晶         | 女子3米跳板      | 金牌 |
| 2008年 | 陳若琳         | 女子10米跳台     | 金牌 |
| 2008年 | 何沖           | 男子3米跳板      | 金牌 |
| 2008年 | 周呂鑫         | 男子10米跳台     | 銀牌 |
| 2008年 | 吳敏霞         | 女子3米跳板      | 銅牌 |
| 2008年 | 秦凱           | 男子3米跳板      | 銅牌 |
| 2008年 | 王鑫           | 女子10米跳台     | 銅牌 |
| 2012年 | 吴敏霞，何姿   | 女子雙人3米跳板  | 金牌 |
| 2012年 | 曹缘，张雁全   | 男子雙人10米跳台 | 金牌 |
| 2012年 | 陈若琳，汪皓   | 女子雙人10米跳台 | 金牌 |
| 2012年 | 秦凯，罗玉通   | 男子雙人3米跳板  | 金牌 |
| 2012年 | 吴敏霞         | 女子3米跳板      | 金牌 |
| 2012年 | 陳若琳         | 女子10米跳台     | 金牌 |
| 2012年 | 何姿           | 女子3米跳板      | 銀牌 |
| 2012年 | 秦凱           | 男子3米跳板      | 銀牌 |
| 2012年 | 邱波           | 男子10米跳台     | 銀牌 |
| 2012年 | 何冲           | 男子3米跳板      | 銅牌 |
| 2016年 | 吴敏霞，何姿   | 女子雙人3米跳板  | 金牌 |
| 2016年 | 陈艾森，林跃   | 男子雙人10米跳台 | 金牌 |
| 2016年 | 陈若琳，刘蕙瑕 | 女子雙人10米跳台 | 金牌 |
| 2016年 | 施廷懋         | 女子3米跳板      | 金牌 |
| 2016年 | 任茜           | 女子10米跳台     | 金牌 |
| 2016年 | 曹缘           | 男子3米跳板      | 金牌 |
| 2016年 | 陈艾森         | 男子10米跳台     | 金牌 |
| 2016年 | 何姿           | 女子3米跳板      | 銀牌 |
| 2016年 | 司雅杰         | 女子10米跳台     | 銀牌 |
| 2016年 | 曹缘，秦凯     | 男子雙人3米跳板  | 銅牌 |
| 2020年 | 施廷懋、王涵   | 女子双人3米跳板  | 金牌 |
| 2020年 | 陈芋汐、张家齐 | 女子双人10米跳台 | 金牌 |
| 2020年 | 王宗源、谢思埸 | 男子双人3米跳板  | 金牌 |
| 2020年 | 施廷懋         | 女子3米跳板      | 金牌 |
| 2020年 | 谢思埸         | 男子3米跳板      | 金牌 |
| 2020年 | 全红婵         | 女子10米跳台     | 金牌 |
| 2020年 | 曹緣           | 男子10米跳台     | 金牌 |
| 2020年 | 曹缘、陈艾森   | 男子双人10米跳台 | 銀牌 |
| 2020年 | 王涵           | 女子3米跳板      | 銀牌 |
| 2020年 | 王宗源         | 男子3米跳板      | 銀牌 |
| 2020年 | 陈芋汐         | 女子10米跳台     | 銀牌 |
| 2020年 | 楊健           | 男子10米跳台     | 銀牌 |

## 历史
1970年成立中国跳水队，由八一队队长王发成担任领队。逐步恢复了全国跳水专业培训体系。乘当时中美“乒乓外交”之风，中国跳水队与来访的美国跳水队交流，当时落后于美国跳水水平很大。1974年德黑兰亚运会，中国队的钟少珍、谢才明、李孔政包揽了跳水项目的四块金牌，标志着中国跳水已经冲出亚洲的水平。
1981年，中国跳水队首次参加世界级别的跳水大赛——第2届世界杯跳水赛，陈肖霞、李宏平、史美琴夺取了4个单项中的3块金牌。
1981年中国国家跳水队首次设立总教练职位，由来自广东的梁伯熙担任。梁伯熙是中国第一代跳水运动员，文革前的全国跳水冠军，新兴力量运动会跳水冠军，1970年国家队成立后任教练员，资历深厚。1984年洛杉矶奥运会周继红获中国首枚跳水奥运金牌。1986年中国队首次夺得世锦赛跳水金牌（女子跳板高敏、女子跳台陈琳，共两枚）。1986年梁伯熙卸任，移民加拿大。
1986年广东的徐益明出任国家跳水队第二任总教练。1991年世锦赛、1992年巴塞罗那奥运会、1994年世锦赛、1996年亚特兰大奥运会，中国队都夺得了4枚金牌中的3枚。1996年亚特兰大奥运会后，中国跳水队解散。
1997年中国跳水队重组成立，周继红以队干的身份主持跳水队的工作，后任领队、游泳运动管理中心副主任。中国跳水队在1998年世锦赛男女十米台三米板单双人8个奥运单项上全部失利。为此召回了已经退役的熊倪、伏明霞等功勋老将，加上田亮等新人的成长，在2000年悉尼奥运会上获得了8个单项中的5枚金牌。2000年后，中国队对转体动作重点攻关，此后中国跳水运动员的转体动作水平达到世界领先水平。2008北京奥运会，中国队在8个单项中拿得了7块金牌。

## 外部連結
- 中國游泳協會（页面存档备份，存于）